# Ângela Vieira
Ângela Vieira (Rio de Janeiro, 3 marzo 1952) è un'attrice brasiliana.

## Biografia
Nata nel 1952, la Vieira si appassiona sin dall'età di 6 anni al mondo della danza e a 14 si iscrive ad uno tra i più prestigiosi conservatori brasiliani.
Dal 1979 è anche attrice, e prende parte a numerose serie televisive acclamate in tutto il mondo,
Nel 1999 comincia le riprese di Terra nostra, che termineranno nel 2000. La serie, edita in tutta Europa, vede l'attrice interpretare la malvagia e ispida Janette, rigida aristocratica senza cuore.
È stata sposata con l'attore portoghese Roberto Frota, dal quale ha avuto una figlia, Nina, campionessa mondiale di pallavolo. Ha divorziato da Frota nel 1997.
Dal 2004 è sposata con Miguel Paiva.

## Teatro
- 1979 - Chapeuzinho quase Vermelho
- 1980 - A História é uma História
- 1981 - A História é uma História - Municipal de Niterói theatre
- 1982 - A Nova Era (musical) - Papagaio Café Cabarè theatre
- 1982 - O Parto da Búfala - Gláucio Gil theatre
- 1984 - Encouraçado Botequim (musical)
- 1985 - Um Beijo, um Abraço e um Aperto de Mão - Villa Lobos theatre
- 1986 - O Peru - Ginástico theatre
- 1987 - Camas Redondas, Casais Quadrados - testo: J. Chapman, regia: José Renato, teatros Ginástico e da Praia
- 1989 - Tem um Psicanalista na nossa Cama
- 1990 - Somente entre nós - Cassino Estoril theatre a Lisbona
- 1991 - Ato Cultural - Cândido Mendes theatre
- 1992 - Se Eu Fosse Você
- 1993 - Se Eu Fosse Você
- 1994 - Meus Prezados Canalhas
- 1997-1998 - Salve Amizade - testo e regia: Flávio Marinho, tournée pelo Brasil
- 2004 - A Presença de Guedes

## Musical
- 1998 - João de todos os Sambas
- 2002 - Divina Saudade
- 2002 - Mania de Vocês

## Televisione
- Planeta dos Homens (cast fisso) - commedia (1978)
- Chico Anysio Show - commedia  (1979)
- TV Educativa (lezioni di danza moderna) (1979)
- Viva o Gordo (cast fisso) - commedia (1981)
- Parabéns pra Você - miniserie (1982)
- Mário Fofoca (episodio: "Espiões de Biquini") (1982)
- Os Trapalhões - programma umoristico (1983)
- Quarta Nobre: (episodio: "Mandrake") (1983)
- Qualificação Profissional (TV Educativa) (1986)
- Società a irresponsabilità illimitata (Armação Ilimitada): (episodio: "Os Olhos de Zelda Scott") (1986)
- Corpo Santo (Rede Manchete) (1987)
- Olho por Olho (Rede Manchete) (1988)
- Araponga (1990)
- O fantasma da ópera - miniserie (Rede Manchete) (1991)
- A Idade da Loba (Rede Bandeirantes) (1995)
- O Fim do Mundo (1996)
- Anjo de Mim (1997)
- Meu Bem Querer (1998)
- Soltanto per amore (Por Amor) (1998)
- Terra nostra (1999)
- Vento di passione (Aquarela do Brasil) - miniserie (2000)
- Sai de Baixo - commedia (2001)
- Brava Gente - serie (2001)
- Os Normais - serie (2001)
- Coração de Estudante (2002)
- Kubanacan (2003)
- Senhora do Destino (2004)
- Carga Pesada - serie (2005)
- Cobras e Lagartos (2006)
- Paraíso Tropical (2007)
- A Favorita (2008)
- Em família (2014)
- I Love Paraisópolis (2015)
- Pega Pega (2017)
- Bom Sucesso (2019-2020)